# Abergasilus amplexus
Abergasilus amplexus is een eenoogkreeftjessoort uit de familie van de Ergasilidae. De wetenschappelijke naam van de soort is voor het eerst geldig gepubliceerd in 1978 door Hewitt.